# Рул Бомстра
Рул Бомстра (нід. Roel Boomstra) (нар. 9 березня 1993, Утрехт, Нідерланди) — нідерландський шашкіст, чемпіон світу 2016, 2018 і 2022 років з міжнародних шашок.  У 2014 році Бомстра виграв чемпіонат Європи з шашок. Також двічі вигравав чемпіонат Нідерландів (2012, 2015). Міжнародний гросмейстер, гросмейстер Нідерландів.